# Stones
Stones è il settimo album discografico in studio del cantautore statunitense Neil Diamond, pubblicato nel 1971.

## Tracce
Lato 1
Testi e musiche di Neil Diamond, eccetto dove indicato.
1. I Am...I Said – 3:32 (Neil Diamond)
2. The Last Thing on My Mind – 3:31 (Tom Paxton)
3. Husbands and Wives – 3:54 (Roger Miller)
4. Chelsea Morning – 2:32 (Joni Mitchell)
5. Crunchy Granola Suite – 3:14 (Neil Diamond)

Lato 2
Testi e musiche di Neil Diamond, eccetto dove indicato.
1. Stones – 3:02 (Neil Diamond)
2. If You Go Away – 3:47 (Jacques Brel, Rod McKuen)
3. Suzanne – 4:41 (Leonard Cohen)
4. I Think It's Gonna Rain Today – 2:36 (Randy Newman)
5. I Am...I Said (Reprise) – 2:33 (Neil Diamond)

## Classifiche
- Billboard 200 - #11[1]